# The Ice Break
The Ice Break (deutscher Titel: Wenn das Eis bricht) ist eine Oper in drei Akten von Michael Tippett (Musik) mit einem Libretto des Komponisten. Sie wurde am 7. Juli 1977 im Royal Opera House London uraufgeführt.

## Handlung
Nach zwanzig Jahren in einem sowjetischen Gefangenenlager kommt der Dissident Lev frei und reist nach Amerika zu seiner Frau Nadia und ihrem gemeinsamen Sohn Yuri. Am Flughafen wird zeitgleich der schwarze Sport-Weltmeister Olympion von seinen Fans empfangen. Es kommt zu Rassenunruhen, in die auch Yuri, seine weiße Freundin Gayle und deren schwarze Freundin Hannah verwickelt werden. Yuri lehnt die pazifistische Haltung seines Vaters ab. Bei den Kämpfen kommen Olympion und Gayle ums Leben, und Yuri erleidet schwere Verletzungen. Im Krankenhaus wird er von Hannah (einer Krankenschwester) und dem Arzt Luke behandelt und versöhnt sich nach seiner Heilung mit seinem Vater.

### Vorgeschichte
Vor zwanzig Jahren, während des Kalten Krieges, wurde der sowjetische Pazifist Lev zu einer langen Freiheitsstrafe und Arbeitslager verurteilt. Seiner Frau Nadia gelang unterdessen mit ihrem kleinen Sohn Yuri die Flucht in die USA. Jetzt wurde Lev entlassen und darf ausreisen.

### Erster Akt
Nadia und der mittlerweile erwachsene Yuri erwarten Lev an einem amerikanischen Flughafen. Auch Yuris Geliebte Gayle und deren farbige Freundin, die Krankenschwester Hannah, befinden sich dort. Letztere erwartet ihren Liebhaber Olympion, einen berühmten Sportler und „schwarzen Champion“, der bei seiner Ankunft sofort von einer Gruppe Fans umschwärmt wird und die Aufmerksamkeit auf sich zieht. Yuri wirft seiner Freundin vor, zu viel Zeit mit den Farbigen zu verbringen. Olympion hält eine stolze Rede über seinen Glauben an die Macht der Schwarzen. Endlich trifft Lev ein und begrüßt seine wartende Frau. Die beiden ziehen sich in ihre Wohnung zurück, wo sie sich über die Entwicklung Yuris unterhalten. Im Flughafen wird Olympion weiterhin von seinen Anhängern umschwärmt. Gayle wirft sich ihm unter allgemeinem Jubel zu Füßen – sie will damit das Unrecht, das den Farbigen in Amerika widerfahren ist, wiedergutmachen. Yuri gefällt dies gar nicht. Er provoziert Olympion und wird von ihm niedergeschlagen.

### Zweiter Akt
Die Situation am Flughafen eskaliert. Es kommt zu Auseinandersetzungen zwischen Schwarzen und Weißen. Yuri ist wenig glücklich über die Rückkehr seines Vaters, dessen Pazifismus er verachtet. Trotz Levs Warnungen will er mit Gayle, die sich wieder mit ihm versöhnt hat, am Kampf teilnehmen. Die beiden maskieren sich und schließen sich den Weißen an. Hannah versucht vergeblich, Olympion zur Einsicht zu bewegen, um Schlimmeres zu verhindern. Er fühlt sich jedoch seinen Anhängern verpflichtet (Hannah: „Blue night of my soul“). Beim folgenden brutalen Kampf zwischen den beiden Gruppen kommen Gayle und Olympion ums Leben, und Yuri wird schwer verletzt. Lev und Hannah sind erschüttert über das Geschehen. Das Eingreifen der Polizei beendet die Schlacht schließlich. Hannah und der Arzt Luke kümmern sich um Yuri.

### Dritter Akt
Nadia ist zusammengebrochen und liegt sterbend im Krankenhaus. Lev liest ihr etwas vor. Luke versichert den beiden, dass ihr Sohn überleben wird. Nadia bittet Hannah, sich nach ihrem Tod um ihn zu kümmern. Lev ist entsetzt, was aus diesem Land geworden ist, für das er seine Heimat verlassen hat. Nadia verliert sich in Träumen und Erinnerungen an ihre Jugend und stirbt (Nadia: „They sleep; I wake“). Lev bittet sie, im Paradies auf ihn zu warten. In einem surrealen Zwischenspiel wird eine Menschenmenge von den kryptischen Verheißungen eines „psychedelischen Boten“ verführt. Lev gewinnt im Gespräch mit Luke neue Hoffnung. Hannah und Luke befreien den gesundenden Yuri von seinen Gipsverbänden. Die Heilssucher jubeln vor Freude über die wiedergewonnene Freiheit. Hannah bringt Yuri zu seinem Vater, und die beiden versöhnen sich endlich. Die Oper schließt mit einem Zitat Levs aus Wilhelm Meisters Wanderjahren: „Wirst du doch immer aufs Neue hervorgebracht, herrlich Ebenbild Gottes! Und wirst sogleich wieder beschädigt, verletzt, von innen oder von außen.“

## Gestaltung

### Orchester
Die Orchesterbesetzung der Oper umfasst die folgenden Instrumente:
- Holzbläser: zwei Flöten (beide auch Piccolo), zwei Oboen, Englischhorn, zwei Klarinetten (auch Es-Klarinette), zwei Fagotte, Kontrafagott
- Blechbläser: vier Hörner, zwei Trompeten, drei Posaunen, Tuba
- Pauken, Schlagzeug (sieben Spieler): Xylophon, Vibraphon, Glockenspiel, Röhrenglocken, Triangel, große Triangel, Becken, hängendes Becken, Tamtam, kleine Trommel, Quint, große Trommel, Schlitztrommel, fünf gestimmte Trommeln, Jazz-Kit, Timbales, Bongos, Holzblock, Tempelblock, Kastagnetten, Peitsche, Glockenstab, Flexaton, Claves, Güiro, Glasglockenspiel, Bambus-Windspiel, Metallstab, Windmaschine
- E-Gitarre, Bassgitarre
- Harfe
- Celesta, Klavier, Elektronische Orgel
- Streicher

### Musik
Das inhaltliche Hauptthema dieser Oper beschrieb Tippett als die Frage, „ob wir von den Stereotypen, in denen wir leben, wiedergeboren werden können“ („whether or not we can be reborn from the stereotypes we live in“). Neben verschiedenen zeitgenössischen Themen wie dem Kalten Krieg, Rassenunruhen oder Generationenkonflikten enthält der Text Anspielungen an den späten Shakespeare mit seinem Motiv der Vergebung sowie an Wilhelm Meisters Wanderjahre von Goethe.
Der große Chor steht in dieser Oper für die gesamte Menschheit mit ihren Konflikten zwischen Geschlechtern, Generationen und Ethnien. Dem Komponisten zufolge soll er sich schnell bewegen und auch tanzen können. Gegebenenfalls seien auch nicht-singende Darsteller einzusetzen, um „die zwingend erforderliche dramatische Vitalität der Chorszenen zu erreichen“. Der Chor soll ausschließlich maskiert auftreten. In den 1920er Jahren war Tippett bei einer Aufführung von Ernst Tollers Revolutionsdrama Masse Mensch durch diese Technik stark beeindruckt worden. Der Chor äußert sich auch in Ausrufen, Sprechgesang – häufig in Form von amerikanischem Slang – und an Choräle erinnernden Motiven.
Die Musik ist brutal und verstörend realistisch. Außerdem zeichnet sie sich durch eine ungewöhnliche Komplexität aus. Naben den üblichen Streichern und Bläsern und dem Schlagwerk werden eine Orgel, ein Klavier, eine kleine Jazz-Band und elektronische Effekte eingesetzt. Der Komponist nutzte sämtliche harmonischen, melodischen und klanglichen Mittel seiner Zeit. Ungewöhnliche Instrumentalkombinationen und außerhalb der Bühne positionierte Sänger und Instrumentalisten trugen dazu bei, dass das Werk als Tippetts „surrealistische Annäherung“ an die Oper galt.
Der schwarze Sportler Olympion ist musikalisch durch eine E-Gitarre charakterisiert. Die Musik der ebenfalls schwarzen Krankenschwester Hannah hingegen ist vom Blues geprägt. Ihr ist auch ein „zarter Hornklang“ zugewiesen. Von Bedeutung ist außerdem das von Oboe und Harfe gespielte Thema der Isolation. Der androgyne „psychedelische Bote“ Astron im dritten Akt wird simultan von einer Sängerin (Mezzosopran) und einem Sänger (hoher Tenor oder Countertenor) gesungen. Diese Technik hatte ein Vorbild in Benjamin Brittens Kantate Abraham and Issac. Hinzu kommt eine dritte elektronische Stimme, um eine „gewisse Seltsamkeit“ oder Verfremdung („a degree of strangeness [even a slight distortion?]“) zu gewährleisten.
Tippet selbst wies auf zwei archetypische Klänge in seiner Oper hin:

“one related to the frightening but exhilarating sound of the ice breaking on the great northern rivers in the spring; the other related to the exciting or terrifying sound of the slogan-shouting crowds, which can lift you on their shoulders in triumph or stamp you to death.”

„Der eine erinnert an das beängstigende, aber zugleich berauschende Geräusch, wenn an den großen Flüssen des Nordens im Frühling das Eis bricht; der andere evoziert den aufregenden oder erschreckenden Lärm einer Menschenmenge, die einen entweder triumphierend auf ihre Schultern hebt, oder aber zu Tode zu trampeln könnte.“

Der erste dieser Klänge ist gleich am Anfang zu hören: „in Blechbläsern und Schlagzeug grollend anwachsende und aufsplitternde Akkorde, deren rhythmisch bewegter Wechsel zwischen kleiner und großer Terz eine starke lautmalerische Wirkung freisetzt“ (Ulrich Schreiber). An einer Stelle spielt das Orchester einen primitiven Stammestanz, der von maskierten Schwarzen und vermummten Weißen getanzt wird. Während der Kampfszene wird mit den Füssen auf den Boden gestampft. Hinzu kommen Schreie, Revolver-Schüsse und Schlagwerk-Effekte der in verzerrten Oktaven spielenden Streicher und Holzbläser.
Die persönlichere Musik der Hauptcharaktere unterscheidet sich radikal von den brutalen Massenszenen. Hier gibt es eine Reihe von wunderschönen Nummern wie das Duett von Olympion und Hannah im zweiten Akt, Nadias Sterbelied „They sleep; I wake“ oder Hannahs lange Arie „Blue night of my soul“ im Zentrum der Oper, die von Flöte und Harfe begleitet wird. Die Gegensätze werden durch harte Übergänge zwischen den einzelnen Szenen wie beim Filmschnitt noch verstärkt. Dies macht eine Inszenierung allerdings schwierig und ist möglicherweise einer der Gründe dafür, dass das Werk nur selten aufgeführt wird.

## Werkgeschichte
The Ice Break ist die vierte Oper des britischen Komponisten Michael Tippett. Er komponierte sie zwischen 1973 und 1976 im Auftrag des Londoner Royal Opera House, Covent Garden. Das Libretto verfasste Tippett selbst.
Die Uraufführung am 7. Juli 1977 dirigierte Colin Davis. Regie führte Sam Wanamaker. Die Ausstattung stammte von Ralph Koltai und die Choreografie von Walter Raines. Die Sänger waren John Shirley-Quirk (Lev), Heather Harper (Nadia), Thomas „Tom“ McDonnell (Yuri), Josephine Barstow (Gayle), Beverly Vaughan (Hannah), Clyde Walker (Olympion), John Dobson (Luke), Roderick Kennedy (Polizeileutnant) sowie Anne Wilkens und James Bowman (Astron). Die Oper wurde gemischt aufgenommen. Die meisten Rezensionen waren positiv bis enthusiastisch. Einige jedoch empfanden Tippetts neues Werk als Fehlschlag. John Rockwell von der New York Times berichtete, dass trotz des warmen Beifalls einige der bizarreren Szenen vom ansonsten höflichen Publikum mit Kichern oder spöttischem Schnauben kommentiert wurden. Rockwell selbst hielt große Teile des Librettos für veraltet und gekünstelt.
Eine deutsche Übersetzung mit dem Titel Wenn das Eis bricht stammt von Ken W. Bartlett. Die deutsche Erstaufführung war 1978 am Theater Kiel in einer Inszenierung von Heinz Lukas-Kindermann unter der musikalischen Leitung von Walter Gillessen.
1979 gab es die amerikanische Erstaufführung im Orpheum Theatre in Boston, geleitet von Sarah Caldwell. Die Produktion erhielt hervorragende Kritiken.
1990 wurde die Oper konzertant von der London Sinfonietta unter David Atherton in der Londoner Royal Albert Hall bei den BBC Proms gespielt.
Im April 2015 gab es eine szenische Produktion der Birmingham Opera Company im B12 Warehouse, einem ungenutzten Lagerhaus in Birmingham, das zu einem stilisierten Flughafen-Terminal umgestaltet wurde. Die Inszenierung von Graham Vick bezog auch das Publikum in die Handlung ein. Einschließlich Hunderter Freiwilliger waren mehr als 5000 Personen an der Produktion beteiligt, die nach dreißig Jahren auch dem Gedenken an die Rassenunruhen in Birmingham von 1985 gewidmet war. Der Dirigent war Andrew Gourlay. Ein Video-Mitschnitt wurde 2020 auf Operavision im Internet bereitgestellt. Andrew Clements schrieb im Guardian, dass diese Produktion zwar die Schwächen der Handlung mit zweidimensionalen stereotypen Charakteren und vielen losen Enden nicht ausgleichen könne, doch eine starke Erinnerung daran sei, wie lohnend und wirkmächtig Tippetts späte Orchestermusik sein könne. Oliver Soden, ebenfalls vom Guardian, hielt diese Produktion für genau richtig, um ein Werk von Qualität und Nachhall zu rehabilitieren.

## Aufnahmen
- Juli 1990 – David Atherton (Dirigent), London Sinfonietta, London Sinfonietta Chorus.
 David Wilson-Johnson (Lev), Heather Harper (Nadia), Sanford Sylvan (Yuri), Carolann Page (Gayle), Cynthia Clarey (Hannah), Tom Randle (Olympion), Bonaventura Bottone (Luke), Donald Maxwell (Polizeileutnant), Christopher Robson und Sarah Walker (Astron).
 Studioaufnahme.
 Virgin CD: 262 624.[16]
- 9. April 2015 – Andrew Gourlay (Dirigent), Graham Vick (Inszenierung), Stuart Nunn (Design), Giuseppe di Iorio (Licht), Ron Howell (Bewegungsregie), City of Birmingham Symphony Orchestra, Chor und Schauspieler der Birmingham Opera Company.
 Andrew Slater (Lev), Nadine Benjamin (Nadia), Ross Ramgobin (Yuri), Stephanie Corley (Gayle), Chrystal E Williams (Hannah), Ta’u Pupu’a (Olympion), John-Colyn Gyeantey (Luke), Adam Green (Polizeileutnant), Anna Harvey und Meili Li (Astron).
 Video; live aus dem B12 Warehouse in Birmingham.
 Videostream bei Operavision.[2]